# 鈷藍色
鈷藍色又稱回回青是藍色之一，由CoAl2O4產生（鈷是一種自然金屬）而得名。一些藍色玻璃窗亦為鈷藍色，而其他的則呈祖母綠。世嘉的刺猬索尼克即為鈷藍色。